# Franz Ernst von Schaffgotsch
Franz de Paula Graf Ernst von Schaffgotsch (* 26. Dezember 1743 in Marschendorf im Riesengebirge, Königgrätzer Kreis; † 27. März 1809 in Prag) entstammte der böhmischen Linie der Grafen von Schaffgotsch. Er war ein Naturforscher, Mathematiker und Astronom.

## Leben
Seine Eltern waren Graf Joseph Willibald von Schaffgotsch (* 7. Juli 1706; † 23. Juli 1748 in Bad Belohrad) und dessen zweite Ehefrau Gräfin Maria Franziska Wiežnik von Wiežnik (Věžník z Věžník, * 6. Juli 1721; † 4. Oktober 1769).
Franz Ernst von Schaffgotsch studierte Naturwissenschaften,  Mathematik und Astronomie an der Prager Karls-Universität. Schon während des Studiums stand er in wissenschaftlichem Kontakt mit den großen Gelehrten seiner Zeit. Seine wissenschaftlichen Arbeiten wurden in Bode’s Astronomischen Jahrbüchern und in den Schriften der Königlich-böhmischen Gesellschaft der Wissenschaften veröffentlicht, deren Mitglied er war.
Am 3. Juli 1774 vermählte er sich mit der Gräfin Maria Barbara Franziska Cavanagh / Kavanagh  (* 18. April 1746; † 14. November 1796 in Prag). Der Ehe entstammten drei Kinder:
- Maria Anna (* 29. März 1776) ⚭ 1802 Louis de Piers de Raveschoot, K.k. Rittmeister
- Maria Gabriele Antonia Michaela Franziska de Paula (* 30. September 1781; † 1. Juni 1853) ⚭ 1813 Graf Jan Nepomuk Franz von Deym und Střítež (* 6. September 1769; † 3. Oktober 1832)
- Franz Joseph (* 6. Juli 1785; † Dezember 1843) ⚭ 1810 Rosalie de Piers de Raveschoot

## Werke
- Berechnung des Vorüberganges des Mercurs vor der Sonnenscheibe am 12. November 1782 für den Prager Meridian, 1785
- Entdecktes Gesetz, welches zur Fortsetzung der bekannten Pelli’schen Tafeln dient, 1782
- Ueber die Auflösung verschiedener Gleichungen aller Grade, 1785
- Ueber einige Eigenschaften der Prim- und zusammengesetzten Zahlen, 1786
- Ueber die Berechnung der Ephemeriden auch unter dem Titel: Abhandlung über die Berechnung der Ephemeriden, 1787